# 在日トンガ人
在日トンガ人（ざいにちトンガじん）は、日本に一定期間在住するトンガ国籍の人々である。

## 統計
日本の法務省の在留外国人統計によると、2023年12月末時点で在日トンガ人は187人である。
在留資格別（3位まで）
| 順位 | 在留資格 | 人数 |
| ---- | -------- | ---- |
| 1    | 留学     | 71   |
| 2    | 興行     | 29   |
| 3    | 永住者   | 27   |
| 3    | 家族滞在 | 16   |

都道府県別（3位まで）
| 順位 | 都道府県 | 人数 |
| ---- | -------- | ---- |
| 1    | 東京     | 30   |
| 2    | 千葉     | 21   |
| 3    | 大分     | 13   |

## 著名人
- 南乃島勇
- キング・ハク
- タマ・トンガ
- バッドラック・ファレ